# Vajdafy Béla
Vajdafy Béla (Pest, 1838. február 10. – Budapest, 1904. január 25.) Nemzeti Zenedei és polgári iskolai rendes tanár, Vajdafy Ernő fővárosi polgári iskolai igazgató bátyja.

## Élete
Vajdafy József városi tanácsos és báró Kreinecker Katalin fia. Szülővárosában végezte az algimnáziumot és tanult zongorázni. 
Tanulmányainak végeztével az 5. sz. tüzériskolába került, ahonnét mint hadapród távozott. Az 1859-es olasz hadjárat alatt a 10. hadtest tüzértartalék parancsnokságánál futárként alkalmazták. 
1862-ben kilépett a hadsereg kötelékéből. 1875-ben a Nemzeti Zenedéhez zongoratanítónak és ugyanekkor a III. (1878-tól a VII. és VIII.) kerületi polgári leányiskolához rendes  énektanárnak nevezték ki. Szegény gyermekek ruhával való ellátására hangversenyt és gyűjtést rendezett.
Nagy szemléltető zene-falitáblákat készített az 1885-ös országos kiállítás számára.

## Munkái
- A zeneelmélet elemei. A zenedék alsó osztályai és polgári leányiskolák használatára. Budapest, 1879 (2. kiadás uo. 1889)
- Énektan polgári iskolák és felsőbb leányiskolák számára. 13. átdolg. kiadás. Uo. 1895. 3. füzet (többekkel)
- Polyhymnia. Egy- és több szólamú énekek gyűjteménye, polgári iskolák és felsőbb leánytanintézetek számára írt „Énektan” kiegészítéseül. Uo. 1900 (többekkel)